# Burmattus pachytibialis
Burmattus pachytibialis är en spindelart som beskrevs av Prószynski, Deeleman-Reinhold 20. Burmattus pachytibialis ingår i släktet Burmattus och familjen hoppspindlar. Inga underarter finns listade.